# Coronel Pilar
Coronel Pilar este un oraș în Rio Grande do Sul (RS), Brazilia.